# Hans Andrias Djurhuus

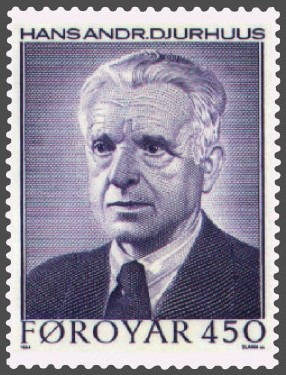
Gedenkbriefmarke 1984

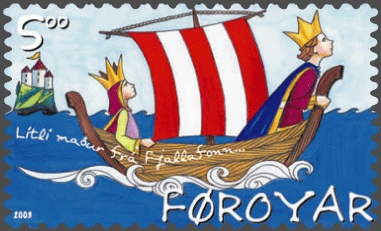
Eine sehr lange Seereise bis dorthin: Kongaríkið í Bábylon – „Das Königreich in Babylon“. Kinderlied von Hans A. Djurhuus, illustriert auf einer Briefmarke 2003 von Edward Fuglø

Hans Andreas Djurhuus (* 20. Oktober 1883 in Tórshavn, Färöer; † 6. Mai 1951 ebenda) war ein färöischer Dichter. Seine Kinderlieder waren über mehr als ein halbes Jahrhundert die einzigen auf Färöisch und sind heute noch (auch unter Erwachsenen) äußerst populär.
Daneben schrieb er auch das erste Buch zur Geschichte der Färöer auf Färöisch.

## Leben und Werk
Hans Andreas wird 1883 als jüngerer Bruder des J. H. O. Djurhuus (Janus) geboren. Seine Eltern sind Óla Jákup Djurhuus und Else Marie (geborene Poulsen aus Hósvík). Er heiratet Jutta Ziska aus Kopenhagen. Nach ihrem Tode heiratet er Petra Petersen aus Nólsoy.
Wie die meisten seiner Landsleute fährt Hans Andrias Djurhuus in jungen Jahren als Fischer an Bord einer Schaluppe zur See. Diese Erfahrung inspiriert ihn zu seinen ersten Liedern über das Meer. 1905 absolviert er das Lehrerseminar in Tórshavn (Føroya Læraraskúla), arbeitet in der Folge als Lehrer in Klaksvík, an einer Privatschule in Tórshavn, in Sandavágur (1909–16), Tvøroyri (1916–19), und danach wieder in der Hauptstadt, diesmal an der Realschule. Von 1919 bis zu seinem Tode 1951 ist er Dozent an der Färöischen Lehrerschule.
Wie sein Bruder Janus ist auch Hans Andrias einer der bedeutendsten Autoren seiner Sprache; und wie jener ist auch er ein glühender Patriot in der sich entwickelnden nationalen Erweckungsbewegung seit 1888. Aber im Gegensatz zu dem, oft schwierigen, Altphilologen Janus Djurhuus ist seine Sprache zugänglich, erzählt vom Bekannten und Vertrauten. Anders als Janus, hadert er auch nicht mit dem eigenen Volk und sich selbst, vielmehr ist seine Vaterlandsliebe ungeteilt und unmittelbar. Hans Andrias hat dadurch einen besonderen Zugang zur Seele seines Publikums erlangt. Kann man heute von Janus Djurhuus sagen, dass er der anspruchsvollste färöische Literat seiner Generation gewesen ist, der von seinem Volk und der Fachwelt stets hoch geachtet wird, so wird Hans Andrias Djurhuus auf den Färöern täglich geliebt, verschlungen und gesungen.

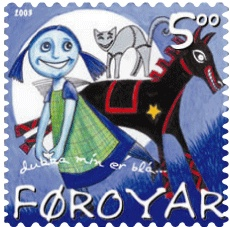
Dukka mín der blá – „Meine Puppe, die ist blau“. Kinderlied von Hans A. Djurhuus, illustriert auf einer Briefmarke von 2003. Grafik: Edward Fuglø

1905 debütierte der junge Schriftsteller mit seinem ersten Buch Hin gamla søgan („die alte Geschichte“). Unsterblich wird Hans Andrias durch seine Kinderlieder, die er ab 1914 bis 1919 in der Jugendbuchreihe Varðin herausgab. Das Buch Barnarímur von 1915 („Kinderreime“) ist fester Bestandteil des Kulturerbes der Färöer. Mehrere Komponisten haben Melodien zu seinen Gedichten geschrieben. Der Dichter Regin Dahl gab in den sechziger Jahren eine Platte mit Liedern von H. A. Djurhuus heraus. Mit ihren heiteren, fröhlichen Worten und Melodien waren die Lieder von Hans Andrias noch bis in die siebziger Jahre praktisch die einzigen Kinderlieder, die im Volk gesungen wurden. 1975 kam dann die färöische Kinderplatte (Til Børn og Vaksin – „Für Kinder und Erwachsene“) heraus, auf der Annika Hoydal Lieder von Hans Andrias und Gunnar Hoydal sang. Diese Platte gilt seitdem als Klassiker und wird heute noch als CD aufgelegt. Auch in den Werken der jüngsten Musikergeneration der Färöer findet sich Hans Andrias Djurhuus wieder, so zum Beispiel im Debüt-Album von Eivør Pálsdóttir 2000 der Titel Silvurkannan.
Neben der enormen Menge an Gedichten schrieb H. A. Djurhuus eine Reihe Prosawerke, unter anderem einen Roman, diverse Schauspiele und Novellen, und nicht zuletzt stammen aus der Feder des Pädagogen einige Schulbücher.

## Ehrungen und Ämter
- Vorsitzender des Havnar Sjónleikarfelag (Tórshavner Schauspielvereinigung)
- Ehrenmitglied im Havnar Klubba („Tórshavner Club“)
- Vorsitzender der Landesbibliothek der Färöer
- Vorsitzender des Barnahjálpargrunnin (Färöisches Kinderhilfswerk)
- Vorsitzender des Føroya Forngripafelag (Färöischer Museumsverein)
- Chefredakteur von Dúgvan (1908–1910)
- Herausgeber von Varðin (1944–51)
- Ehrenmitglied des Føroyingafelag (Färingerverein)
- Ehrenmitglied des Føroya Lærarafelag (Färöischer Lehrerverein)
- Ritter des St. Ólavskreuzes Erster Klasse

## Werke
Die Werke von Hans Andrias Djurhuus wurden bisher, von einigen Gedichten abgesehen, in keine andere Sprache übersetzt.
- Hans A. Djurhuus:  Ritsavn; Illustrationen von William Heinesen. Tórshavn: H.N. Jacobsens Bókahandil, 1952–1958, 7 Bände (Gesammelte Werke)

### Gedichtsammlungen
- 1905: Hin gamla søgan
- 1915: Barnarímur („Kinderreime“)

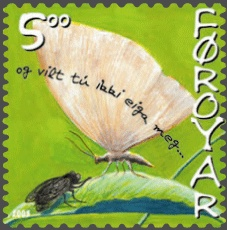
Ein firvaldur – „Ein Schmetterling“. Kinderlied von Hans A. Djurhuus, illustriert auf einer Briefmarke 2003 von Edward Fuglø

  - Barnarímur. Illustrationen von Elinborg Lützen. Tórshavn: Bókadeild Føroya Lærarafelags, 2000, 5. Auflage, ISBN 99918-1-237-7
- 1916: Hildarljóð
- 1922: Søgumál. Tórshavn: Felagið Varðin
- 1925: Sjómansrímur
  - Regin Dahl:  16 sjómansrímur eftir H.A. Djurhuus; Kompositionen: Kristian Blak (1. og 2. part) und Pauli í Sandagerði (3. part); Notenschrift: Hans Jacob Egholm; Einband: Janus Kamban; Illustrationen: Anna Maria Dahl. - Tórshavn: Orð og Løg, 1993. (16 Seemannslieder nach H.A. Djurhuus, Notenheft)
- 1932: Halgiljóð. Tórshavn: Varðin
- 1934: Morgun- og kvøldsálmar („Morgen- und Abend-Psalme“)
- 1934: Undir víðum lofti. Tórshavn: Varðin (Ausgewählte Gedichte)
  - Undir víðum lofti Egið forlag, 1970 (Selbstverlag der Familie; lieferbarer Titel, ohne ISBN. Das Gedicht über Helena Patursson (siehe dort) stammt aus diesem Buch)
- 1936: Yvir teigar og tún. Tórshavn: Varðin (Ausgewählte Gedichte)
- 1936: Havet sang

### Schauspiele
- 1908: Marita
- 1917: Annika
- 1930: Álvaleikur
- 1930: Eitt ódnarkvøld
- 1933: Traðarbøndur
- 1935: Ólavsøkumynd
- 1936: Løgmansdótturin á Steig
- 1947: Leygarkvøld í Bringsnagøtu
  - Eitt leygarkvøld í Bringsnagøtu : dreymaleikur Tórshavn: Varðin, 1947

### Verschiedenes
- 1922: Eitt ár til skips („Ein Jahr an Bord“ - Kurzgeschichten und Märchen)
- 1922: Barnabókin („Das Kinderbuch“)
  - 1927: Barnabókin, økt útgáva
  - Barnabókin. Tórshavn: H.N. Jacobsen, 1970 (7. Auflage)
- 1924: Føroya søga. Eitt stutt yvirlit. Tórshavn: Felagið Varðin („Geschichte der Färöer - ein kurzer Überblick“. Pionierwerk)
  - 1952: Føroya søga, økt útgáva
  - Føroya søga. Tórshavn: H. N. Jacobsen, 1963 (3. Auflage)
- 1927: Beinta (Novellen)
- 1929: Ævintýr; Tórshavn (Märchen)
- 1950: Í mánalýsi (Jubiläumsschrift)
- Fyrisagnir til skúlabrúks. - Tórshavn: Føroya skúlabókagrunnur, 1975 (Diktate für den Schulgebrauch im Färöischunterricht)

## Weblinks

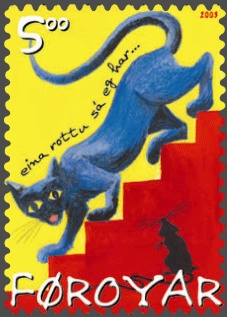
Góðan morgun ketta mín – „Guten Morgen, meine Katze“. Kinderlied von Hans A. Djurhuus, illustriert auf einer Briefmarke 2003 von Edward Fuglø

### Kinderliedtexte im Internet
(Bekannte färöische Kinderlieder von H. A. Djurhuus – bisher nicht übersetzt)
- Góðan morgun ketta mín (Memento vom 27. September 2007 im Internet Archive) („Guten Morgen meine Katze“ - gesungen nach einer schwedischen Volksweise)
- Kongaríkið í Bábylon (Memento vom 27. September 2007 im Internet Archive) („Das Königreich in Babylon“ - gesungen nach einer norwegischen Volksweise)
- Ein firvaldur (Memento vom 27. September 2007 im Internet Archive) („Ein Schmetterling“, Melodie: Sámal Petersen)
- Dukka mín er blá (Memento vom 27. September 2007 im Internet Archive) („Meine Puppe ist blau“, Melodie: Regin Dahl)

| Personendaten    | Personendaten          |
| ---------------- | ---------------------- |
| NAME             | Djurhuus, Hans Andrias |
| ALTERNATIVNAMEN  | Djurhuus, Hans Andreas |
| KURZBESCHREIBUNG | färöischer Dichter     |
| GEBURTSDATUM     | 20. Oktober 1883       |
| GEBURTSORT       | Tórshavn, Färöer       |
| STERBEDATUM      | 6. Mai 1951            |
| STERBEORT        | Tórshavn, Färöer       |